# Heinrich Jäde

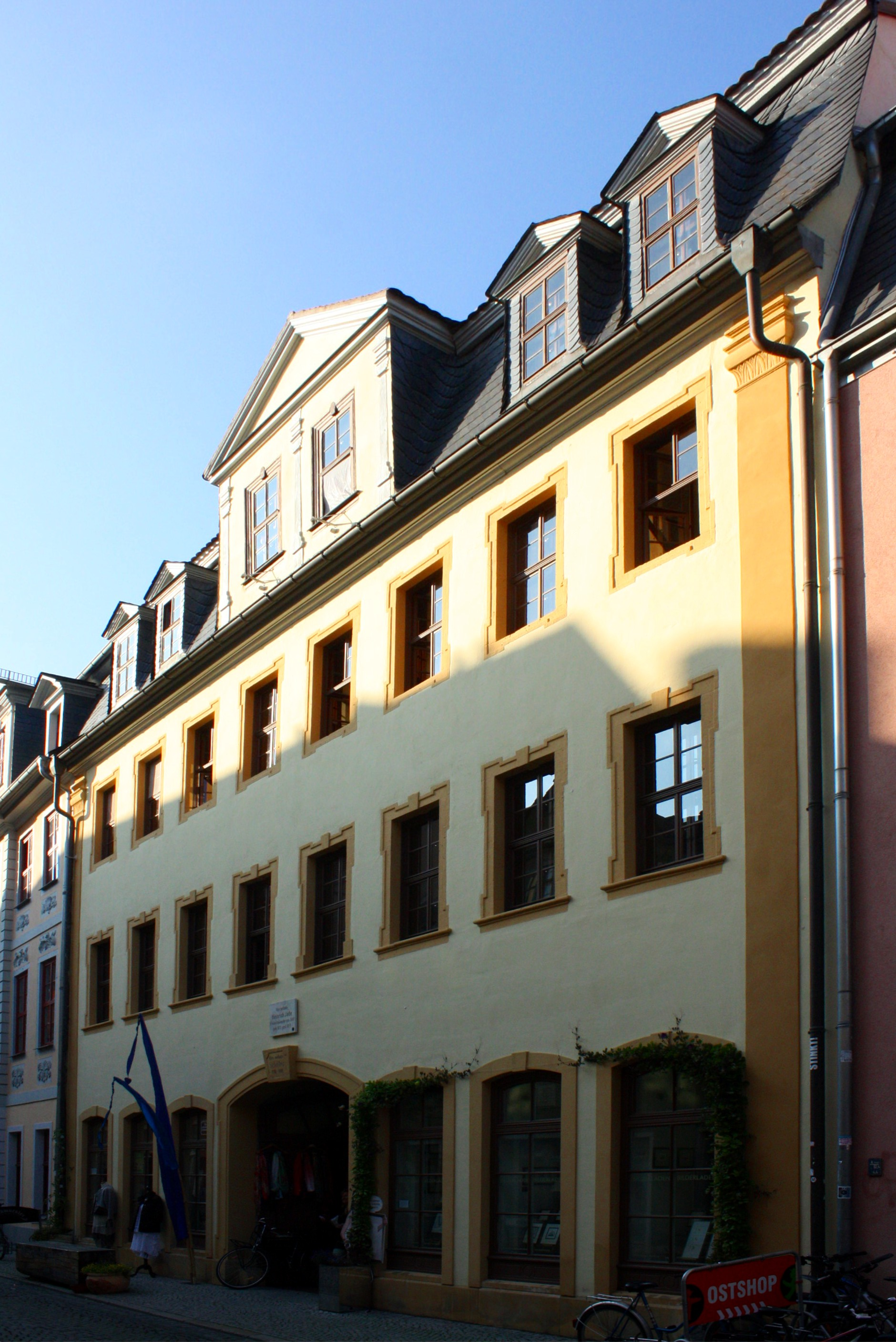
Windischenstraße 8

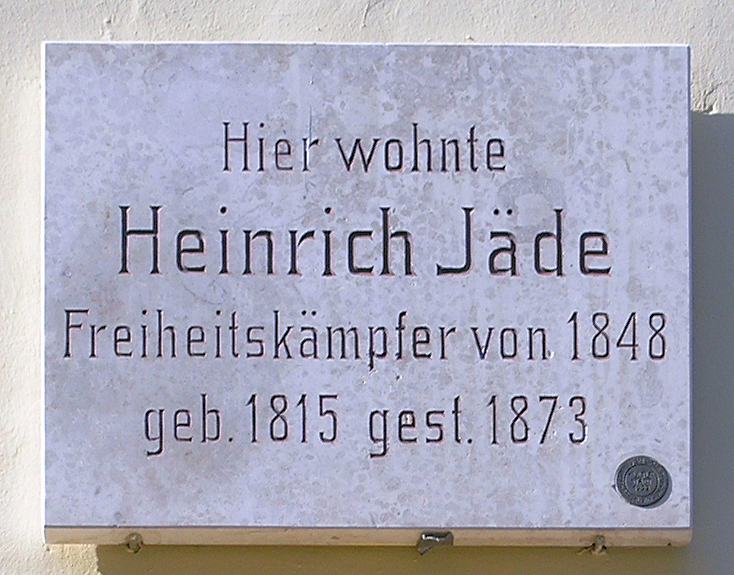
Gedenktafeln an der Windischenstraße 8

Carl Heinrich Christian Jäde (* 24. Juli 1815 in Weimar; † 16. Januar 1873 ebenda), auch Jaede oder Gäde, war ein deutscher Kinderbuchautor bzw. Journalist.

## Leben
Jäde war Sohn des Hofschreibers und Schneidermeisters Johann Siegfried Jäde (1782–1830). Sein Bruder war der Maler und Zeichner Franz Jäde. Jäde bewohnte in der Windischenstraße 8 dasselbe Haus wie lange vor ihm einst Friedrich Schiller. Hauptsächlich gab er Sammlungen von Märchen, Kurzgeschichten und Gedichten heraus, verfasste aber auch zahlreiche Kinder- und Jugendbücher, die viel gelesen wurden. Nach der dort angebrachten Tafel war er Freiheitskämpfer. In den Revolutionsjahren 1849/49 gab er das Weimarische Volksblatt und Der Demokrat heraus. Jäde war Republikaner und vertrat die Interessen des demokratischen Kleinbürgertums und war von 1861/64 Abgeordneter für Weimar-Stadt und 13 Jahre Mitglied des Gemeinderates.
Auf ihn geht das Zitat zurück:
„Treibe doch nur recht das Deine, Frag' nicht, was der Nachbar thut; Macht ein jeder gut das Seine, Steht es mit dem Ganzen gut.“
Franz und Heinrich Jäde waren auch in der Weimarer Sportbewegung aktiv. Sie begründeten den Weimarer Turnverein.
In Weimar ist seit 1949 die Heinrich-Jäde-Straße nach ihm benannt. Sein Grab befindet sich auf dem Historischen Friedhof in Weimar.